# Eudyops diascia
Eudyops diascia là một loài bướm đêm trong họ Erebidae.